# Temple-Laguyon
Temple-Laguyon – miejscowość i gmina we Francji, w regionie Nowa Akwitania, w departamencie Dordogne.
Według danych na rok 1990 gminę zamieszkiwało 47 osób, a gęstość zaludnienia wynosiła 16 osób/km² (wśród 2290 gmin Akwitanii Temple-Laguyon plasuje się na 1122 miejscu pod względem liczby ludności, natomiast pod względem powierzchni na miejscu 1539).